# Frederick Dekkers
Frederick Dekkers ('s-Hertogenbosch, 23 december 1644 - Leiden, 3 november 1720) was een Nederlands dokter en hoogleraar te Leiden.

## Levensgeschiedenis

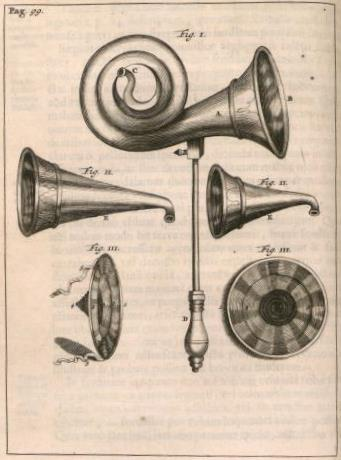
Grote oorschelp 17de-18de eeuw, ontwerp Frederick Dekkers

Frederick Dekkers volgde zijn eerste studies in zijn geboortestad en ging in 1662 geneeskunde studeren in Leiden. Hij studeerde af in 1668, na verdediging van een dissertatie De capitis dolore. Dekkers vestigde zich te Leiden en gaf in 1669 zijn Praxis Barbettiana cum notis et observotionibus uit, dat later ook in het Nederlands vertaald werd. In 1693 verschenen zijn Exercitationes practicae circa medendi methodum, auctoritate, ratione, observationibusve plurimis confirmatae. In 1694 werd hij benoemd tot professor aan de universiteit te Leiden. Op eigen verzoek werd hij in 1697 tot professor collegii practico-medici benoemd. In 1701 trad hij af als rector magnificus.
Dekkers was praktisch geneesheer en verscheidene van zijn waarnemingen worden in zijn Exercitationes practicae (1693) gepubliceerd. Ook in de geschiedenis van de tracheotomie wordt zijn naam genoemd. Hij beschreef als eerste de kookproef ter bepaling van eiwit in de urine. Hij ontwierp ook grote oorschelpen, de voorgangers van het hoorapparaat.
In 1670 trouwde hij met Maria Breyne die in 1700 overleed. In 1701 hertrouwde hij met Adriana Van Aeckeren. Zijn zoon uit het eerste huwelijk Hubert Dekkers, stadsdokter te Leiden, overleed in 1720 een dag voor zijn vader.